# China National Petroleum Corporation
China National Petroleum Corporation (CNPC) (kinesisk: 中国石油天然气集团公司, pinyin: Zhongguo Shiyou Tianranqi Jituan Gongsi) er et statsejet olieselskab i Folkerepublikken Kina. Det er Kinas største olie- og gasselskab og havde 1.086.966 ansatte i 2006. Samme år havde selskabet en omsætning på 110 milliarder USD og et overskud på 13,2 milliarder USD. Selskabets aktier er fra november 2007 børsnoteret på Shanghai Stock Exchange.
CNPC har oliereserver på 3,7 milliarder fade. De fleste af CNPCs kinesiske virksomheder er skilt ud i et separat selskab, PetroChina.  CNPC har virksomheder internationalt i 27 lande, blandt andet Aserbajdsjan, Canada, Indonesien, Burma, Oman, Peru, Sudan, Thailand, Turkmenistan og Venezuela. 
CNPCs forløber var Ministeriet for drivstoffindustri, som blev oprettet i 1949 for at have ansvaret for brændstofforsyningen i Folkerepublikken. Dette blev i 1955 omdannet til Petroleumsministeriet, som havde ansvaret for al olievirksomhed i Kina, inklusiv at lede efter olie og olieudvinding. CNPC blev oprettet 17. september 1988, da regeringen bestemte at Petroleumsministeriet skulle opløses og at et statsejet selskab skulle oprettes for at håndtere al petroleumsvirksomhed i Kina.